# 阿瓦 (紐約州)
阿瓦（英語：Ava）是一個位於美國紐約州奧奈達縣的鎮。

## 人口
根據2020年美國人口普查的數據，阿瓦的面積為97.66平方千米，當中陸地面積為97.56平方千米，而水域面積為0.10平方千米。當地共有人口680人，而人口密度為每平方千米7人。